# 头闸镇
头闸镇，是中华人民共和国宁夏回族自治区石嘴山市平罗县下辖的一个乡镇级行政单位。

## 行政区划
头闸镇下辖以下地区：
头闸社区、头闸村、东通平村、永惠村、西永惠村、东永惠村、裕民村、外红岗村、红岗村、邵家桥村、立新村、双渠村和正闸村。